# Веракрус (місто)
Веракру́с (ісп. Veracruz) — портове місто та муніципалітет в Мексиці, у штаті Веракрус, на узбережжі Мексиканської затоки. Є другим за важливістю портом держави після Мансанільйо і найбільшим містом штату. Деколи місто називають Порт Веракрус, (ісп. Puerto de Veracruz), щоб відрізнити його від інших міст з такою ж назвою.

## Історія

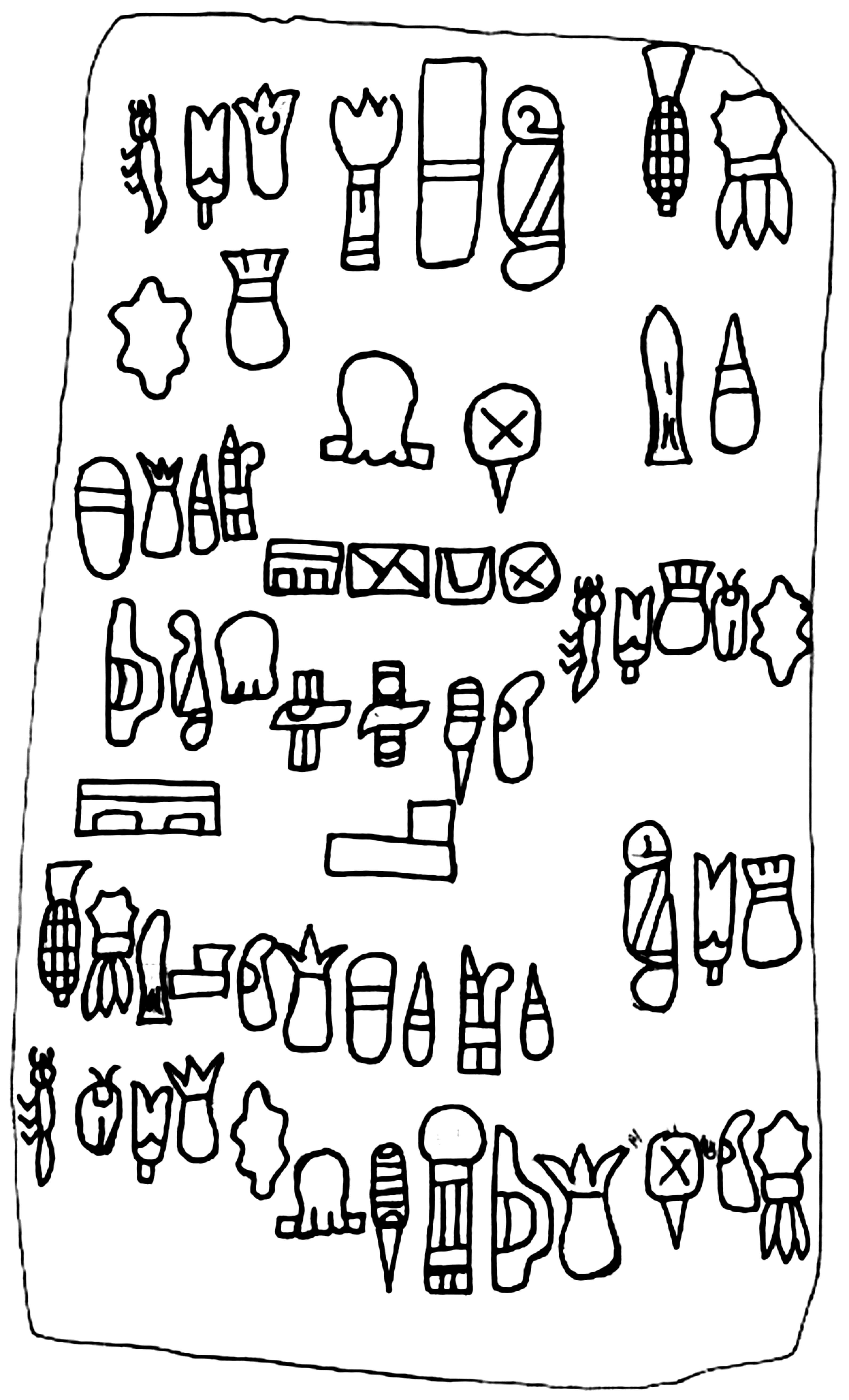
Доколумбові пам'ятники в околицях Веракруса

Місто було засноване, як портова база Ернаном Кортесом у 1519 році під назвою Багатий порт Животворного хреста (ісп. La Villa Rica de la Vera Cruz), який став головним атлантичним портом Нової Іспанії.
На місто неодноразово нападали пірати, зокрема, в 1653, 1683 і 1712 роках. Для оборони в гавані міста була побудована фортеця Сан-Хуан-де-Улуа.
В 1815 місто оборонялося від іспанських колоніальних військ, в 1838 від французького флоту. 1847 року від американських військ у період Американо-мексиканської війни, проте було захоплене 29 березня 1847 Вінфілдом Скотом. Також він було взяте французькими військами в 1861 році.
У 1914 місто на сім місяців було окуповане американськими військами.
Веракрус має статус чотириразового героїчного міста.

## Населення

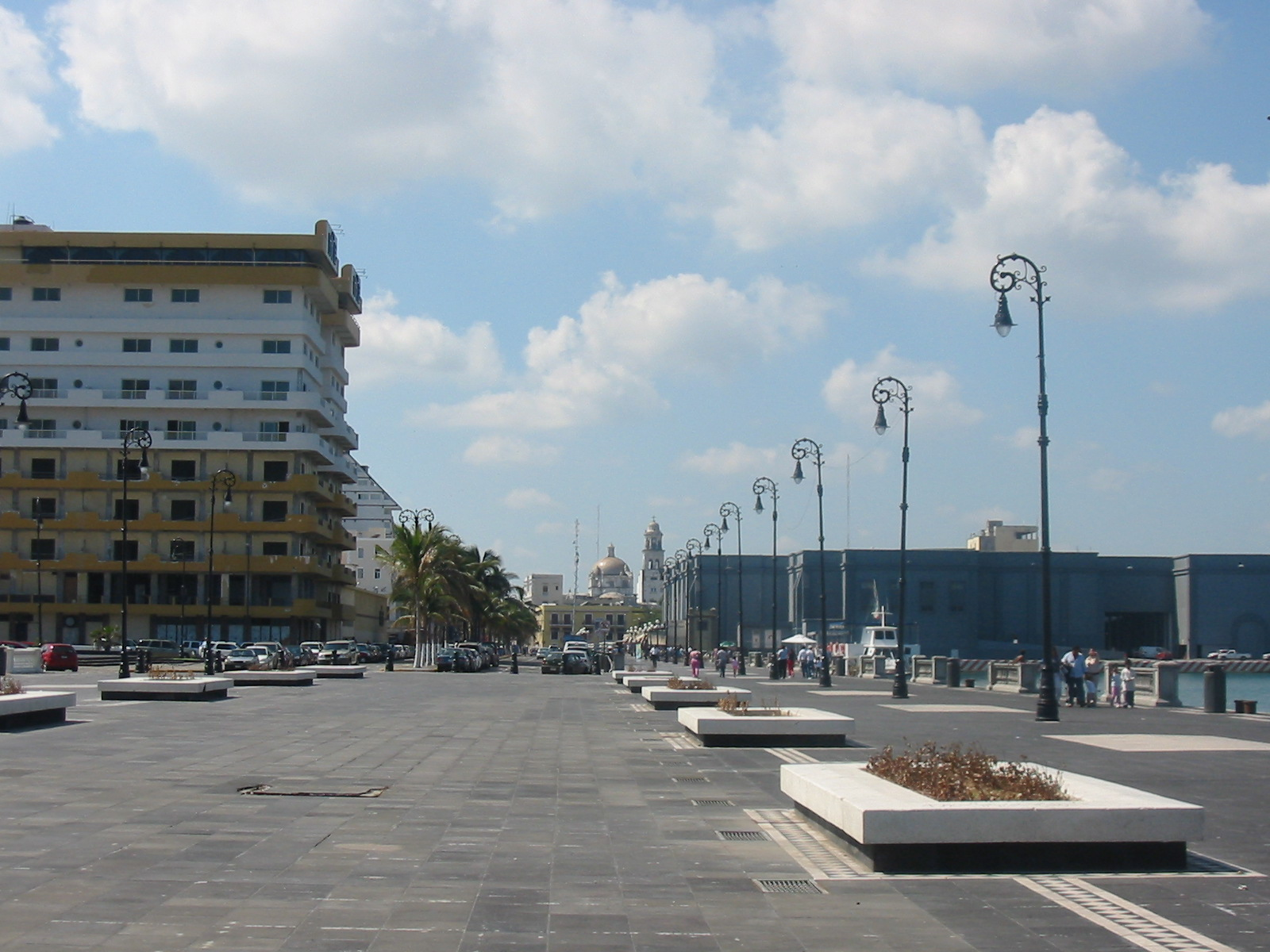
Вид центру Веракруса

60 % населення міста складають метиси, 15 % афроамериканці, 15 % індіанці.

## Культура

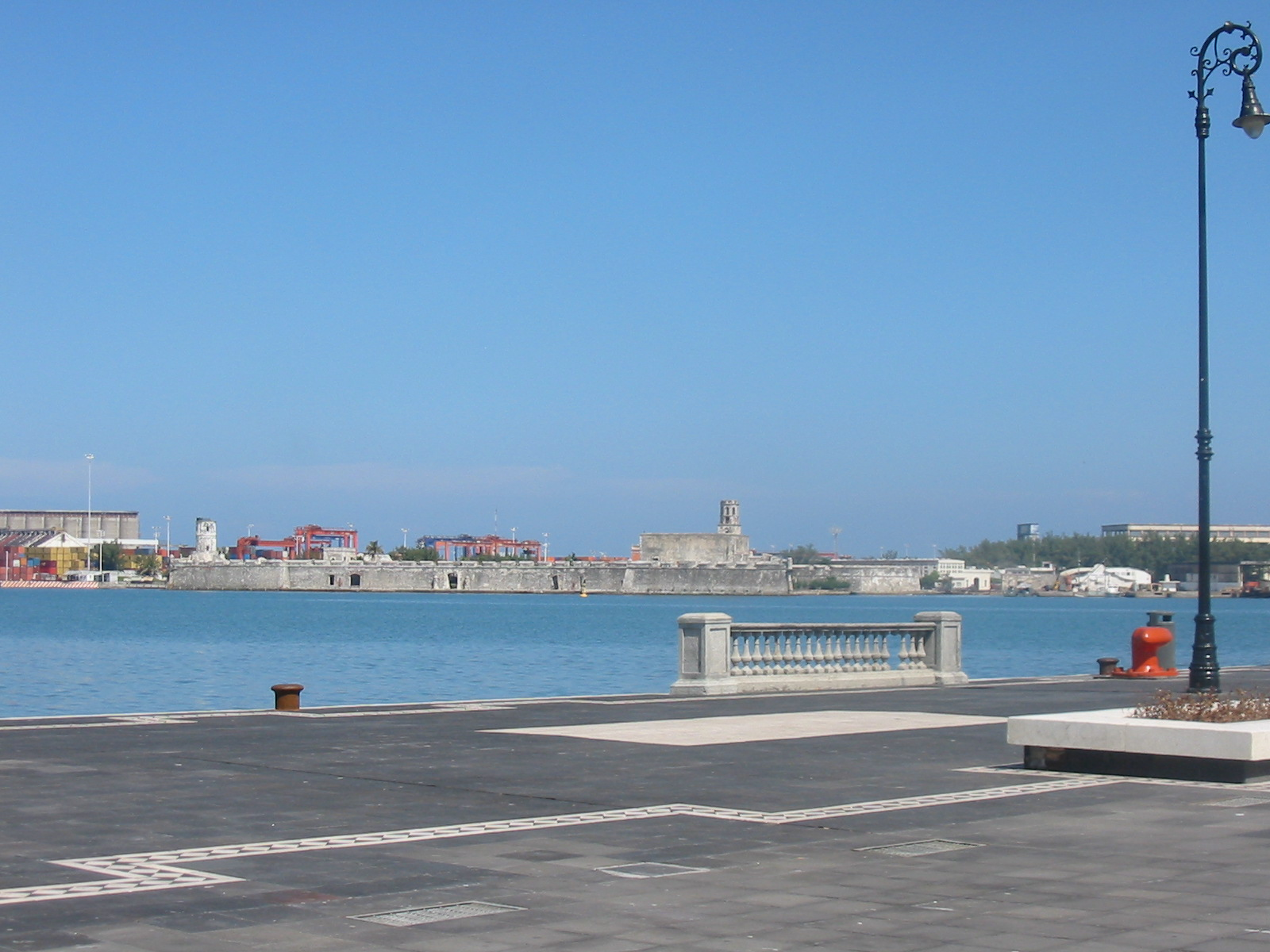
Фортеця в гавані Веракруса

Веракрус має багаті музичні традиції і є батьківщиною декількох музичних жанрів.
Щорічно в лютому в місті проходить карнавал, який вважається другим після Ріо-де-Жанейро в Латинській Америці. Його традиції мають кілька століть історії.

## Транспорт
Місто обслуговується міжнародним аеропортом. Веракрус пов'язаний залізничним сполученням з Халапа і Мехіко.

## Уродженці
- Адріана Фонсека (* 1979) — мексиканська акторка і модель.
- Юрі (* 1964) — мексиканська співачка.

## Міста-побратими
- США, Маямі, Флорида.
- США, Сан-Хосе, Каліфорнія.
- США, Корпус-Крісті, Техас.
- США, Мобіл, Алабама.
- США, Галвестон, Техас.
- США, Ларедо, Техас.
- Іспанія, Валенсія.
- Іспанія, Альмерія.
- Іспанія, Ов'єдо.
- Сальвадор, Братислава.
- Чилі, Вальпараїсо.
- Куба, Гавана.

## Галерея

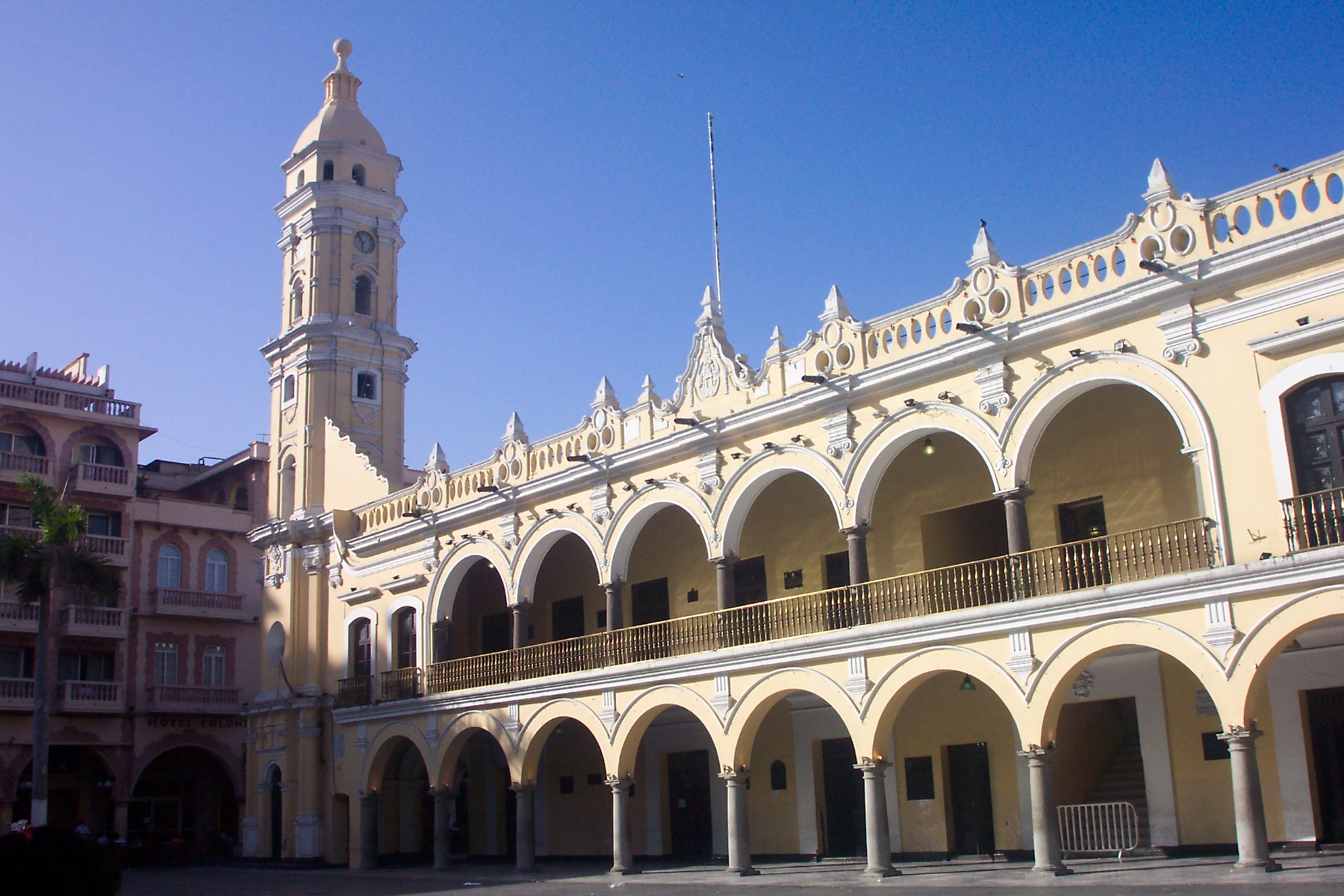
Палац правління
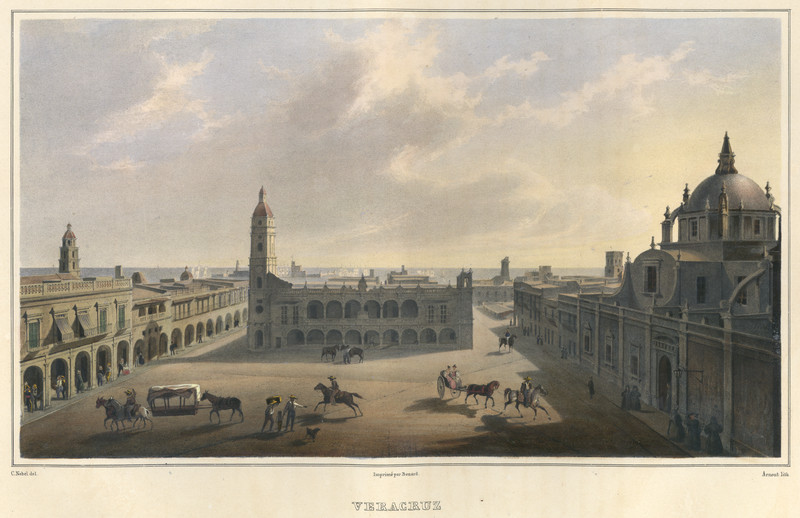
Місто в 1834 році
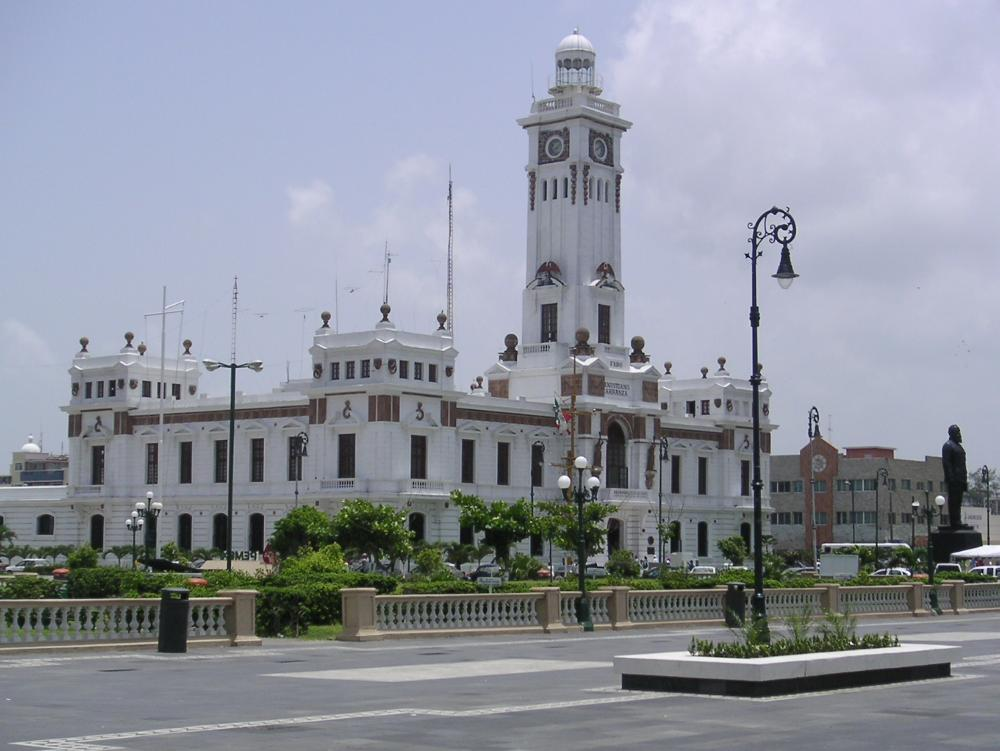
Маяк Карранса
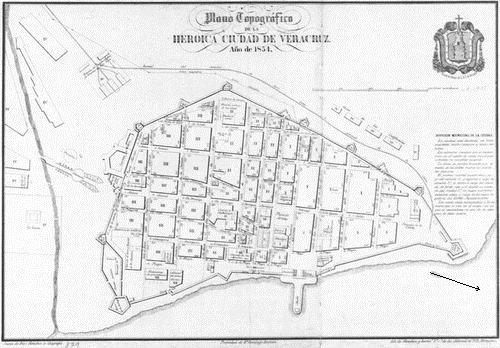
Місто в 1854
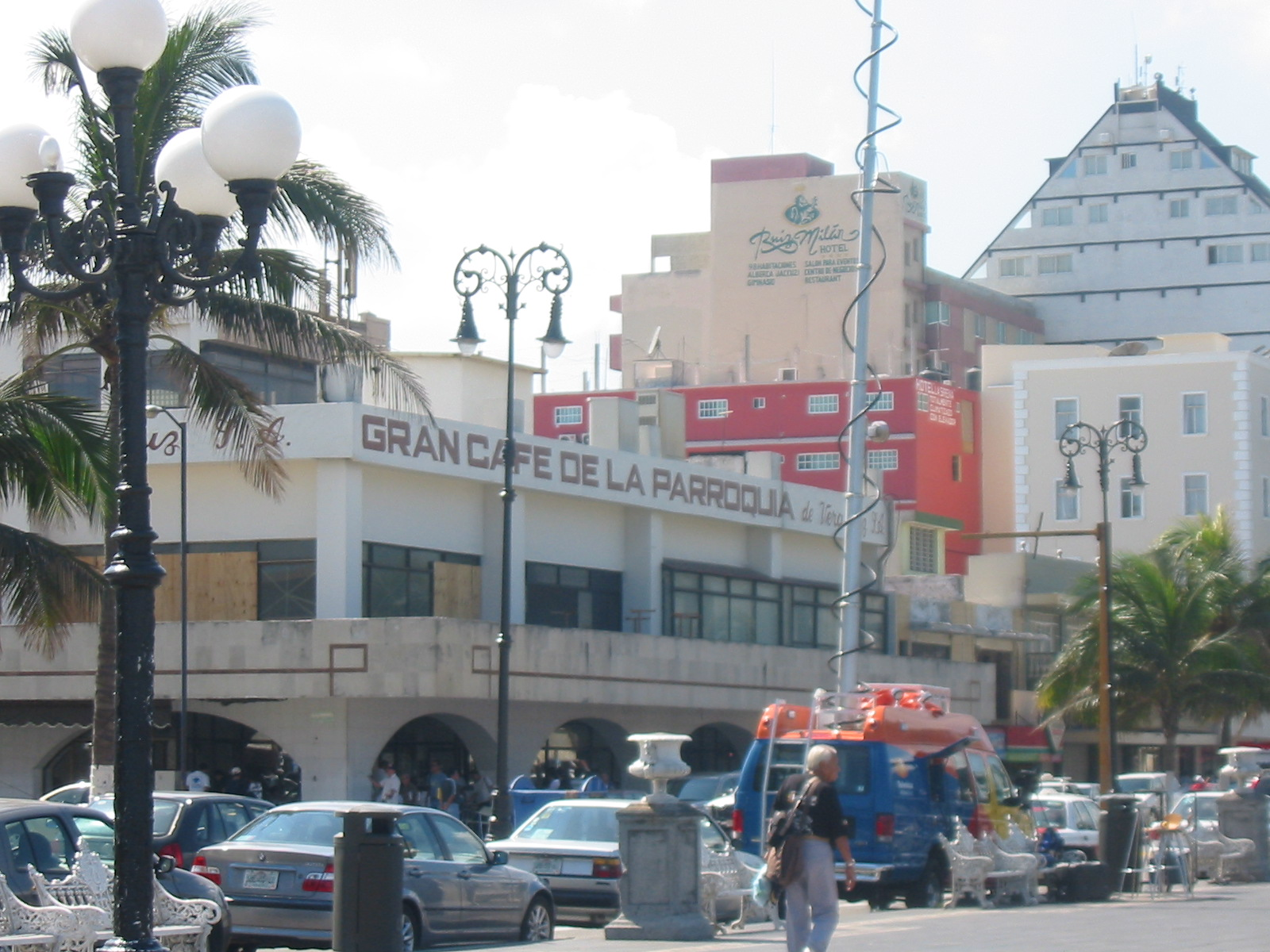
Кав'ярня ісп. El Grand Café de la Parroquia